# Teologia Queer
La Teologia Queer è una riflessione teologica che nasce dall'applicazione degli Studi queer alla teologia.  Si è sviluppata a partire dalla Teoria queer, sviluppatasi a partire dal 1990 come teoria critica sul sesso e sul genere. La teologia queer cerca di indagare e di esplorare la sessualità umana e le identità di genere (gay, lesbiche, bisex, transessuale, transgender, ecc) e il loro rapporto con Dio.
Alcune chiese hanno abbracciato la Teologia queer (ad esempio la Metropolitan Community Church) facendone la loro teologia di riferimento, includendo in questo modo al loro interno coloro che si identificano al di fuori dei vincoli che costituiscono la Norma socialmente accettata e ritenuta prevalente
La riflessione dei teologi queer cerca di confutare gli insegnamenti conservatori ed esclusivisti che caratterizzano l'insegnamento di alcune chiese sull'omosessualità, sul desiderio, sugli atti sessuali, ecc. Il loro lavoro si pone l'obbiettivo di far nascere una riflessione su Dio a partire dal contesto queer.

## Una forma di teologia della liberazione
La Teologia queer si caratterizza come una teologia della liberazione nel senso di una teologia contestuale . Tale apparentamento nasce, prima di tutto, dalla stessa metodologia utilizzata e poi dalla visione comune della teologia come strumento per affrontare l'oppressione, in questo caso perpetrata a danno di gay, lesbiche, bisessuali, transgender.
La teologa argentina Marcella Althaus-Reid ha affermato che la teologia della liberazione latinoamericana non è stata fedele a se stessa ignorando la liberazione delle persone queer (Liberation Theology to Indecent Theology – the Trouble with Normality in Theology from Latin American Liberation Theology – The Next Generation Ivan Petrella, Editor).

## Studio accademico
Attualmente la Teologia queer viene insegnata e studiata al Chicago Theological Seminary e alla Pacific School of Religion di Berkeley.

## Teologi queer
- Marcella Althaus-Reid
- Bob Goss
- John J. McNeill